# دا أون جونغ
دا أون جونغ (مواليد 7 ديسمبر 1993) هو مُقاتل فنون قتالية مختلطة كوري جنوبي.

## وصلات خارجية
- دا أون جونغ على موقع يو إف سي (الإنجليزية)
- دا أون جونغ على موقع شيردوغ (الإنجليزية)